# Теорема Римана об устранимой особой точке
Теорема Римана — утверждение из теории функций комплексной переменной о заполнении устранимого разрыва.

## Формулировка
Допустим, что {\displaystyle z_{0}\in G\subset \mathbb {C} } и {\displaystyle f} аналитична в {\displaystyle G\setminus \{z_{0}\}}. Следующие пять условий равносильны:
1. {\displaystyle f} аналитически продолжаема в точку {\displaystyle z_{0}};
2. {\displaystyle f} непрерывно продолжаема в точку {\displaystyle z_{0}};
3. Существует некоторая окрестность {\displaystyle {\mathcal {U}}_{z_{0}}}, в которой {\displaystyle f} ограничена;
4. {\displaystyle \lim _{z\to z_{0}}\,(z-z_{0})f(z)=0};
5. Точка {\displaystyle z_{0}} — устранимая особенность {\displaystyle f}.